# Bob Howard
Robert William "Bob" Howard (29 de enero de 1963) es un luchador profesional estadounidense retirado, más conocido como Hardcore Holly. Holly es conocido por su trabajo en la World Wrestling Entertainment, donde estuvo 15 años. Dentro de sus logros destacan seis reinados como Campeón Hardcore, tres reinados como Campeón Mundial por Parejas y un reinado como Campeón Mundial en Parejas de la NWA.

## Carrera

### Inicios
Holly fue entrenado por Stan Frazier, Eddie Sullivan, Marcelle Pringle y Rip Tyler y debutó en 1987 en la promoción World Wrestling Organization donde consiguió varios títulos, incluyendo el Campeonato por Parejas de la WWO. Luchó como "Superstar Bob Holly" e hizo equipo con Robert Gibson. A partir de ahí, luchó en Memphis donde consiguió bastante éxito, hasta que se fue a la Smoky Mountain Wrestling en 1992 donde luchó como "Hollywood" Bob Howard.

### World Wrestling Federation/ Entertainment (1991,1994-2009)

#### 1994-1998

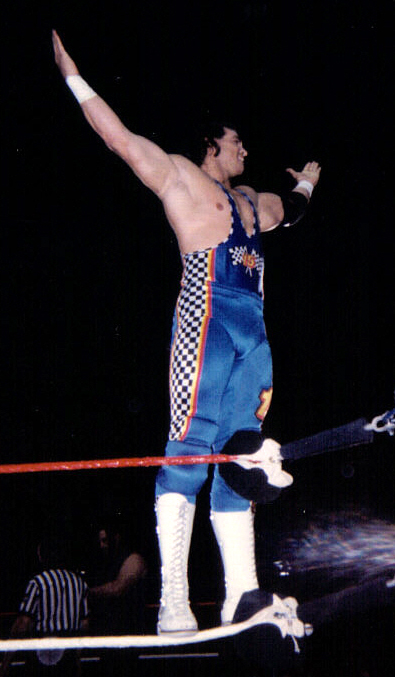
Bob Holly como Bob "Spark Plug" Holly.

Holly empezó a trabajar para la World Wrestling Federation en 1991, trabajando como jobber. Debutó en la WWE el 11 de enero de 1994. Su gimmick era el de un corredor de NASCAR que decidió ir a la WWF para convertirse un luchador profesional. Debutó bajo el nombre de nombre de Thurman "Sparky" Plugg, que más tarde fue cambiado a Bob "Spark Plug" Holly.
En febrero de 1995 en Royal Rumble, Holly y 1-2-3 Kid derrotaron a Bam Bam Bigelow y a Tatanka convirtiéndose en Campeones Mundiales en Parejas de la WWF. El título les duró un día ya que lo perderían al día siguiente en Raw frente a The Smokin' Gunns. El 26 de abril de 1995, Holly venció a Jeff Jarrett en el programa de WWF Action Zone en una lucha por el Campeonato Intercontinetal pero Jarrett tenía su pie sobre la cuerda cuando el árbitro hizo la cuenta por lo que el título quedó vacante. Esa misma noche Jarret derrotó a Holly en un combate de revancha, volviendo a ganar el título.
En enero de 1996 participó en la Royal rumble pero fue eliminado por The Ringmaster.
En 1998 Holly y Bart Gunn unieron sus fuerzas con Jim Cornette. Holly se renombró como Bombastic Holly y Gunn como Bodacious Bart, y fueron conocidos como The New Midnight Express. El 30 de marzo de 1998, Holly y Gunn vencieron a The Headbangers ganando el Campeonato Mundial por Parejas de la NWA, el cual retuvieron hasta el 14 de agosto, cuando lo perdieron contra The Border Patrol. The New Midnight Express quedó disuelto tras un intento fallido de ganar el Campeonato Mundial por Parejas de la WWF de The New Age Outlaws.
En noviembre de 1998, Holly, Al Snow, 2 Cold Scorpio, The Blue Meanie y Gillberg se unieron para formar J.O.B. Squad. Durante el mismo mes, ayudaron a Mankind a derrotar a Big Bossman y Ken Shamrock en un Triple Threat Match. En febrero de 1999, Meanie y Scorpio fueron liberados de la WWF mientras que Gillberg fue sacado de las storylines. Quedando sólo dos miembros, Snow luchó contra sí mismo en una edición de RAW antes de que Holly detuviera a Snow para evitar que se siguiera haciendo daño, lo que llevó al quiebre formal de J.O.B. Squad. Luego en St. Valentine's Day Massacre: In Your House, Bob Holly, ahora llamado Hardcore Holly derrotó a Snow por el WWF Hardcore Championship, finalizando permanentemente J.O.B. Squad.

#### 1999-2001
En 1999, Hardcore Holly se centró en el Campeonato Hardcore, el cual consiguió en 6 ocasiones. El 16 de agosto de 1999, Holly introdujo a su primo Crash Holly, con quien ganó el Campeonato Mundial en Parejas de la WWF. En el 2000, Hardcore Holly desafió a Chyna a un combate por el Campeonato Intercontinental, el cual perdió debido a la interferencia de Chris Jericho. En Royal Rumble, Holly perdió un Triple Threat Match frente a Chyna y Jericho en un combate por el Campeonato Intercontinental. Tras un combate frente a Kurt Angle, Holly se lesionó el hombro por lo que tuvo que estar varios meses sin luchar. Tras su regreso a mediados del 2000, Holly introdujo a su prima Molly Holly.

#### 2002-2005
En 2002 dio un giro a heel y tuvo un breve feudo con el recién llegado Randy Orton. Cuando Crash Holly fue a RAW por el Draft giro a face. En 2002 Holly se rompió el cuello en un combate contra Brock Lesnar (error de Lesnar al intentar hacer un PowerBomb). La lesión requirió cirugía y trece meses de recuperación. Holly regresó en Survivor Series en noviembre de 2003 por venganza. Él desafió a Lesnar por el WWE Championship en el Royal Rumble de 2004. [19] Para demostrar que podía vencer a Brock, Holly derrotó a Big Show en un Street Fight Match. En el Royal Rumble, Holly no pudo dominar a Lesnar y finalmente fue derrotado. El 29 de enero en SmackDown! participó de un 15-man Battle Royal Match (tipo Royal Rumble) por una oportunidad al Campeonato de la WWE en No Way Out, pero fue eliminado por Kurt Angle. 
Luego comenzó un feudo con Rhyno, derrotándolo en No Way Out. El 19 de febrero en SmackDown! se enfrentó a Big Show por el Campeonato de los Estados Unidos, pero fue derrotado. Tras esto comenzó a hacer equipo con Billy Gunn, enfrentando a Charlie Haas & Rico por los Campeonatos en Parejas de la WWE en Judgment Day siendo derrotados. Luego tuvo un breve feudo con el debutante Mordecai, siendo derrotado por él en The Great American Bash. El 30 de septiembre se enfrentó al Campeón de la WWE JBL en un combate sin título en juego, ganando por descalificación luego de que JBL lo atacara con una silla. Antes esto la siguiente semana en SmackDown! volvieron a enfrentarse sin el título en disputa, perdiendo Holly por conteo de ring tras la intervención de Orlando Jordan. Finalmente el 14 de octubre Holly enfrentó a JBL por tercera vez, esta vez en un Hardcore Rules Match por el Campeonato de la WWE, siendo derrotado. En noviembre, su equipo con Billy Gunn llegó a su fin luego de que Gunn fuera despedido de WWE. Tras esto a finales de 2004 comenzó a hacer equipo con Charlie Haas, siendo derrotados por The Basham Brothers (Doug & Danny) en Armageddon. El 25 de diciembre en Tribute to the Troops se enfrentó a Kenzo Suzuki, ganando el combate.
Holly participó en el Royal Rumble entrando como el número 4, pero fue eliminado por Chris Benoit y Eddie Guerrero. Luego junto a Charlie Haas entraron en feudo con Kenzo Suzuki & René Duprée, a quienes derrotaron en No Way Out en un combate de Sunday Night Heat. El 24 de marzo en SmackDown!, Holly & Haas se enfrentaron a Eddie Guerrero & Rey Mysterio por los Campeonatos en Parejas de la WWE, pero fueron derrotados. En WrestleMania 21, Holly compitió en una Battle Royal de 30 hombres representando a SmackDown!, la cual fue ganada por la superestrella de SmackDown! Booker T. Tras esto en Judgment Day, Holly & Haas se enfrentaron a MNM (Joey Mercury & Johnny Nitro) por los Campeonatos en Parejas de la WWE, pero fueron derrotados. En el siguiente SmackDown! volvieron a enfrentar a MNM por los Títulos, ganando por descalificación. Debido a esto el 2 de junio en SmackDown!, Holly & Haas enfrentaron a MNM por los Títulos en un Tag Team Ironman Match de 15 minutos, siendo derrotados por 2-1. Más tarde intento conseguir el United States Championship que estaba en posesión de Orlando Jordan el cual no consiguió. Holly entonces entró en un feudo con el recién llegado, Mr. Kennedy. Este feudo culminó el 9 de octubre de 2005 en No Mercy, cuando Mr. Kennedy derrotó a Holly después de un Green Bay Plunge. Después del partido Sylvan salió y atacó a un lesionado Holly.

#### 2006
Holly entonces se sometió a varias cirugías para reparar sus lesiones. Fue hospitalizado después de una infección que se desarrolló en una herida del brazo derecho. La infección fue posiblemente en peligro en su carrera, porque los médicos dijeron que a lo mejor el brazo tendría que ser amputado. Los tratamientos posteriores fueron un éxito. Holly regresó a un Raw/Smackdown! supershow el 31 de julio de 2006 en un Dark Match, derrotando a Simon Dean.
Holly hizo una aparición sorpresa en la ECW en un House Show el 21 de agosto de 2006 en Allentown, Pensilvania, derrotando Balls Mahoney. Holly hizo su debut en televisión en la ECW la noche siguiente, el 22 de agosto, apareciendo en una promoción con Paul Heyman, y luego atacó a Rob Van Dam y Danny Doring durante un combate. Holly, como heel, que pronto se unió a Heyman y un feudo con RVD y otros. 
El 26 de septiembre de 2006, Holly recibió 24 puntos de sutura en su espalda tras sufrir una severa laceración allí durante un Extreme Rules match contra Rob Van Dam cuando cayó en la barandilla de metal de una mesa durante un show en Tulsa, Oklahoma. Holly alcanzó el daño pronto en el combate, pero siguió luchando por lo menos otros 10 minutos con la sangre corriendo por la espalda, a pesar de su reciente infecciones. Tras el partido, como él estaba siendo ayudado por el ring, recibió una gran ovación de los aficionados. El incidente causó alegría en los aficionados de Holly en las semanas siguientes, cuando giro a face y tuvo un feudo con Paul Heyman . Su segundo giro a face fue de corta duración ya que traicionó a Rob Van Dam cuando eran compañeros en un Tag Team Match. 
Sabu fue sustituido por Holly antes de la Elimination Chamber en December to Dismember. Holly entró con Rob Van Dam como el primero de los dos combatientes. Fue el segundo a ser eliminado por Test con un Running big boot.

#### 2007

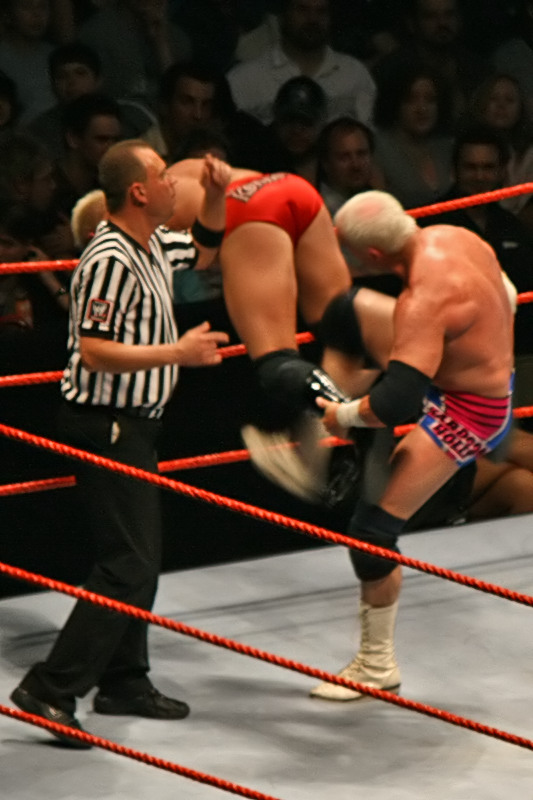
Holly luchando con Mr.Kennedy.

Posteriormente, tuvo una rivalidad con CM Punk. Holly entonces perdió su primer combate en ECW, él había estado invicto durante medio año. Después de que Test fue sustituido por Holly en un partido contra ECW Campeón del Mundo de Bobby Lashley, Holly prometió que se convertiría en campeón si él se enfrentase a Test o Lashley. Holly entonces era una superestrellas de la ECW que entró en el Royal Rumble, pero fue eliminado por The Great Khali. Holly pronto se convirtió en el contendiente número 1 por el Campeonato de la ECW y se enfrentó a Lashley en varias ocasiones, aunque sin éxito.
En el Draft del 2007, Holly fue trasferido de la marca ECW a Raw. Peleó durante varias semanas consecutivas contra Cody Rhodes al que derrotó en algunas de ellas. En Survivor Series hizo pareja con Cody Rhodes frente a los campeones por pareja Lance Cade y Trevor Murdoch, pelea que perdieron. En el 15 aniversario de RAW, Cody Rhodes y Holly ganaron el Campeonato mundial por Parejas tras vencer a Lance Cade y Trevor Murdoch. A finales de año se clasificó para la batalla real de Royal Rumble match 2008 tras vencer a Trevor Murdoch.

#### 2008-2009
Participó en la Royal Rumble, entrando el quinto, pero fue eliminado por Umaga. En WrestleMania XXIV participó en una batalla real en la que se decidiría el aspirante al Campeonato de la ECW esa misma noche pero fue eliminado. Durante las siguientes semanas, Rhodes y Holly defendieron el Campeonato Mundial por Parejas frente a Carlito y Santino Marella en Judgment Day y frente a Paul London y Brian Kendrick el 26 de mayo en RAW. En Night of Champions perdió el Campeonato Mundial por Parejas después de ser traicionado por Cody Rhodes, quien resultó ser el compañero de Ted DiBiase. Esta fue la última aparición de Holly en la WWE ya que fue despedido el 16 de enero del 2009 tras un largo periodo de inactividad y haber laborado 15 años en la WWE.

### Circuito independiente (2009-2019)
En mayo de 2009, Holly viajó a Inglaterra y luchó para Varsity Pro Wrestling. El 26 de mayo, Holly derrotó a The UK Kid en un combate de Mesas, Escaleras y Sillas durante el cual sufrió una lesión en las costillas. A mediados de 2009, Holly luchó para National Wrestling Superstars, compitiendo contra luchadores como Danny Demento, Salvatore Sincere y DJ Hyde . Holly luego se tomó un descanso de la lucha libre desde 2010 hasta 2013. El 19 de marzo de 2013, Holly ahora calvo y luciendo un nuevo tatuaje, hizo una aparición de una noche para Total Nonstop Action Wrestling (TNA) mientras participaba en una lucha por equipos de seis hombres y se unió a James Storm y Magnus para derrotar Aces & Eights (DOC, Wes Brisco y Knux) en el evento Hardcore Justice 2 de TNA One Night Only, que se emitió el 5 de julio, este fue el único combate de Holly para TNA. Más tarde ese año lucharía para Southside Wrestling Entertainment y Preston City Wrestling en el Reino Unido y para Melbourne City Wrestling en Australia. El 7 de mayo de 2016, Holly luchó en los Países Bajos para Pro Wrestling Showdown. Holly también pasaría un tiempo en el Reino Unido, compitiendo por PCW, Kamikaze Pro, Southside. Holly también desafiaría a Eddie Ryan por el Campeonato de peso pesado Pro Wrestling Pride, y a Joseph Conners por el IPW: Campeonato de peso pesado del Reino Unido; sin embargo, no ganaría ninguno de los dos campeonatos.

## Campeonatos y logros
- World Wrestling Federation/Entertainment

- WWF Hardcore Championship (6 veces)
- WWF Intercontinental Championship (No reconocido)
- NWA World Tag Team Championship (1 vez) - con Bodacious Bart
- World Tag Team Championship (3 veces) - con 1-2-3 Kid (1), Crash Holly (1) y Cody Rhodes (1)

- World Wrestling Organization

- WWO Tag Team Championship (1 vez) - con Ron Starr
- WWO United States Championship (1 vez)

- Pro Wrestling Illustrated

- Situado el #39 de los PWI 500 en 2003